# ميل غراي
ميل غراي (بالإنجليزية: Mel Gray)‏ هو لاعب كرة قدم أمريكية أمريكي، ولد في 28 سبتمبر 1948 في فريسنو في الولايات المتحدة.

## وصلات خارجية
- ميل غراي على موقع مرجع كرة القدم المحترفة.كوم (الإنجليزية)